# Заради любовта ти
Заради любовта ти (на испански: Por tu amor) е мексиканска теленовела, режисирана от Луис Едуардо Рейес, Алфредо Гурола и Лили Гарса и продуцирана от Анджели Несма Медина за Телевиса през 1999 г. Версията, написана от Габриела Ортигоса, е базирана на теленовелата Другият, създадена от Каридад Браво Адамс.
В главните роли са Габриела Спаник и Саул Лисасо, а в отрицателните – Кати Барбери, Маурисио Аспе, Клаудио Баес и Херардо Албаран. Специално участие вземат Херардо Мургия, Роберто Вандер, Маргарита Маганя и първите актьори Иран Еори и Хоакин Кордеро.

## Сюжет
В малкия крайбрежен град Сан Карлос пристига богат и красив мъж, на име Марко Дуран, поради две причини – да укрепи бизнеса си в този район и за да се измъкне от бившата си приятелка, Миранда Нарваес, обсебваща и нестабилна жена. Мария Дел Сиело Монталво е красива млада жена, чиято сила на характера пробужда възхищението на всички мъже, която от пръв поглед печели любовта на Марко, който не се колебае да поиска ръката ѝ, след като я вижда за пръв път. Тя е жената, за която винаги е мечтал, но за Сиело той е просто човек от многото, дошъл за да отрови с парите си спокойния живот в Сан Карлос. Мария Дел Сиело не прикрива презрението си към него, освен това е отдадена на Серхио Самбрано.
Въпреки това, Бриса Монталво, по-малката сестра на Сиело, винаги е обичала Серхио. Една вечер, когато са сами, Бриса признава чувствата си към него. В миг на страст Серхио приема предложението на Бриса, вземайки девствеността ѝ, а след това той се превръща в жертва на покаяние. Сиело, научавайки за случилото се, решава да потисне чувствата си в полза на капризите и честта на сестра си, като принуждава Серхио да поеме своята отговорност и да се ожени за нея.
За да се увери, че няма да бъде причина за евентуален отказ от страна Серхио да се ожени за Бриса, Сиело скрючва сделка с Марко – ще се съгласи да се омъжи за него и ще живеят, верни един на друг, в Сан Карлос в замяна на това, че бракът им няма да бъде консумиран, и след една година ще се разведат, тъй като Сиело мисли, че това време ще бъде достатъчно, за да я забрави Серхио. Марко приема, тъй като е амбициран за тази една година да спечели сърцето на Сиело. В нощта на сватбата Марко вижда, че Серхио целува Сиело, но той не знае, че тази целувка е открадната, а не по взаимно съгласие. Марко мисли, че Сиело няма да удържи на думата си, че ще му е вярна.
Тъй като седмиците минават, нещата започват да се променят, а Марко открива в Сиело жена със силен и твърд характер, която, заедно с благородното си сърце, е склонна да се грижи за интересите на съпруга си, да пази своето богатство, приятели и служители, които я обичат. Сиело открива в него честен и добър човек от скромен произход, който е преодолял бедността и несправедливостта, направил богатството си с кръв и пот на челото. В Сиело се пораждат чувства на уважение, възхищение и любов – любовта, която малко по малко ще ги завладее напълно.
Въпреки това, се появява Миранда, която не е забравила манията си по Марко, и която ще направи невъобразими неща, за да го отдели от Сиело. Освен Миранда, пречка, към пълното щастие на Сиело и Марко, е и Серхио, който, макар и женен за Бриса, още обича Сиело. Двамата ще направят и невъзможното, за да разделят двойката.

## Актьори
- Габриела Спаник – Мария Дел Сиело Монталво Арисменди / Аурора Арисменди де Монталво
- Саул Лисасо – Марко Дуран
- Кати Барбери – Миранда Нарваес
- Херардо Мургия – Серхио Самбрано
- Роберто Вандер – Николас Монталво Гаярдо
- Иран Еори – Пас Гаярдо вдовица де Монталво
- Маргарита Маганя – Бриса Монталво Арисменди
- Хоакин Кордеро – Ласаро Робледо
- Лурдес Мунгия – Алма Ледесма де Игерас / Майра Ривас
- Алфонсо Итуралде – Рафаел Луевано
- Норма Ласарено – Аделайда Самбрано
- Маурисио Аспе – Рене Игерас Ледесма
- Айтор Итуриос – Агустин Игерас Ледесма
- Адриана Нието – Абигайл Пара
- Клаудио Баес – Лусиано Игерас
- Хорхе Поса – Давид Пара
- Ядира Сантана – Ракел Пара
- Роберто Баястерос – Сандро Вайе
- Исаура Еспиноса – Алехандра Авеян де Робледо
- Габриела Голдсмит – Соня Нарваес
- Лурдес Рейес – Мария Фернанда Сифуентес Алварес
- Гилермо Агилар – Отец Понсиано
- Херардо Албаран – Хулиан Лейва
- Серхио Санчес – Елисео Сифуентес
- Мелани Моралес – Карлота Алварес де Сифуентес
- Карлос Монден – Леонсио Ариса
- Грасиела Естрада – Петра
- Даниел Гауври – Маурисио Торес
- Росита Бучот – Асусена
- Мелба Луна – Илария
- Вики Родел – Олга
- Пилар Ескаланте – Илда
- Рамиро Торес – Хесус Сифуентес Алварес
- Ирма Торес – Бруха
- Лиза Вилерт – Роксана
- Марлене Фавела – Моника
- Густаво Негрете – Монрой
- Хосе Антонио Естрада – Фаусто
- Хавиер Ортис – Пабло
- Клаудия Паласиос – Росалба
- Карлос Брачо – Луевано
- Фатима Торе – Флор
- Поли – Пилар
- Патрисия Мартинес – Хосефина
- Ракел Панковски – Д-р Обрегон
- Хосе Луис Кордеро
- Бибелот Мансур
- Марифер Мало
- Жаклин Волтер
- Хосе Роберто Хил
- Исмаел Ларумбе
- Родолфо Лаго – Адвокат Перейра
- Едуардо Линян – Адвокат Медина
- Сервандо Мансети – Алваро
- Хусто Мартинес – Гилен
- Педро Ромо – Рубалкаба
- Алехандро Рабаго – Адвокат Алкала
- Раул Валерио – Ригоберто
- Росио Ябер – Химена Саласар
- Маргарита Амбрис
- Емели Фариде
- Марсиал Касале
- Клаудия Каниедо
- Берта дел Кастийо
- Естебан Франко
- Мигел Серос
- Серхио Салдивар
- Рикардо Чавес – Актьор в театъра
- Роджър Кудни – Доктор
- Омар Аяла – Маринеро
- Хосе Луис Монтемайор – Приятел на Пабло
- Фернандо Морин
- Хосе Мария Негри
- Роберто Портер
- Вирхилио Гарсия
- Едмундо Ибара
- Перла Хасо
- Марко Антонио Малдонадо
- Таня Мендоса
- Хайме Пуга
- Дебора Рейес
- Милагрос Руеда
- Раул Вега
- Серхио Вияканя
- Ектор Авила

## Премиера
Премиерата на Заради любовта ти е на 31 май 1999 г. по Canal de las Estrellas. Последният 90. епизод е излъчен на 1 октомври 1999 г.

## Екип
- Оригинална история – Каридад Браво Адамс
- Версия – Габриела Ортигоса
- Литературна редакция – Рикардо Фиайега (първа част), Хуан Карлос Техеда (втора част)
- Литературни консултанти – Кармен Сепулведа, Бегония Фернандес
- Сценография и декор – Мария де лос Анхелес Маркес, Патрисия де Винсенсо, Елисабет Лосано
- Дизайн на костюми – Жанет Виягомес, Оливия Алва Полидо
- Музикална тема – Por tu amor
- Изпълнител – Чарли Заа
- Музика – Хорхе Авенданьо
- Музикално оформление – Марио Барето
- Монтаж – Алфредо Хуарес
- Директори продукция – Олга Родригес, Валентин Родригес
- Мениджър продукция – Силвия Кано
- Координатор продукция – Игнасио Аларкон
- Скриптери – Каролина Гонсалес Баес, Дени Торес
- Ръководител Форум 1 на Телевиса Сан Анхел – инж. Армандо Крус
- Арт режисьор – Хуан Хосе Урбини
- Режисьор на диалози – Бенхамин Пинеда
- Асистент-оператори – Хорхе Амая Родригес, Октавио Санчес
- Асистент-режисьори – Соня Перес, Алберто Кастеянос
- Продуцент – Мария де Хесус Ареяно
- Оператор в локация – Роберто Самора Солдевия
- Режисьор в локация – Лили Гарса (първа част)
- Оператор – Гилберто Масин
- Режисьори – Луис Едуардо Рейес (първа част), Алфредо Гурола (втора част), Лили Гарса (втора част)
- Изпълнителен продуцент – Анджели Несма Медина

## Награди и номинации
Награди TVyNovelas (2000)
| Категория               | Личност        | Резултат   |
| ----------------------- | -------------- | ---------- |
| Най-добра първа актриса | Иран Еори      | Номинирана |
| Най-добър пръв актьор   | Хоакин Кордеро | Номиниран  |
| Най-добър млад актьор   | Айтор Итуриос  | Номиниран  |

## Версии
- Заради любовта ти е адаптация на мексиканската теленовела Другият, продуцирана за Telesistema Mexicano през 1960 г. от Ернесто Алонсо и режисирана от Херман Роблес. С участието на Хулио Алеман и Ампаро Ривейес.

## В България
В България сериалът е излъчен през 2000 г. по канал Евроком, а след това е повторен по несъществуващата вече телевизия 7 дни. Дублиран на български език.